# Villaretto
Il Villaretto (Vilarèt in piemontese) è un quartiere della Circoscrizione 6 di Torino, situato nell'estrema periferia nord della città.
È delimitato:
- a nord, dal Comune di Borgaro Torinese
- a est, dal Raccordo Autostradale 10 (confine con Falchera)
- a ovest, dal Comune di Borgaro Torinese e dal tratto di Strada Aeroporto tra la Tangenziale Nord e la Stura di Lanzo (confine con Madonna di Campagna)
- a sud, dalla Stura di Lanzo

Come testimonia lo stesso toponimo "Villar", si tratta di un piccolo borgo o villaggio rurale che ancora oggi, caso unico in tutto il Comune di Torino, conserva quasi per intero il suo patrimonio architettonico originario: ciò è stato reso possibile da una scarsa urbanizzazione del territorio, posto in una posizione estremamente periferica e isolata nell'Oltrestura torinese.

## Descrizione
Si trova a nord della tangenziale ed un tempo era una tranquilla borgata agricola menzionata già nel XVI secolo. Ai tempi dell'Assedio di Torino del 1706 il piccolo centro abitato fu occupato dalle truppe francesi e gravemente danneggiato, ma venne in seguito ricostruito. Oggi il vecchio nucleo abitativo è circondato da fabbriche e da nuovi insediamenti residenziali.

## Monumenti e luoghi d'interesse
- Chiesa parrocchiale di San Rocco

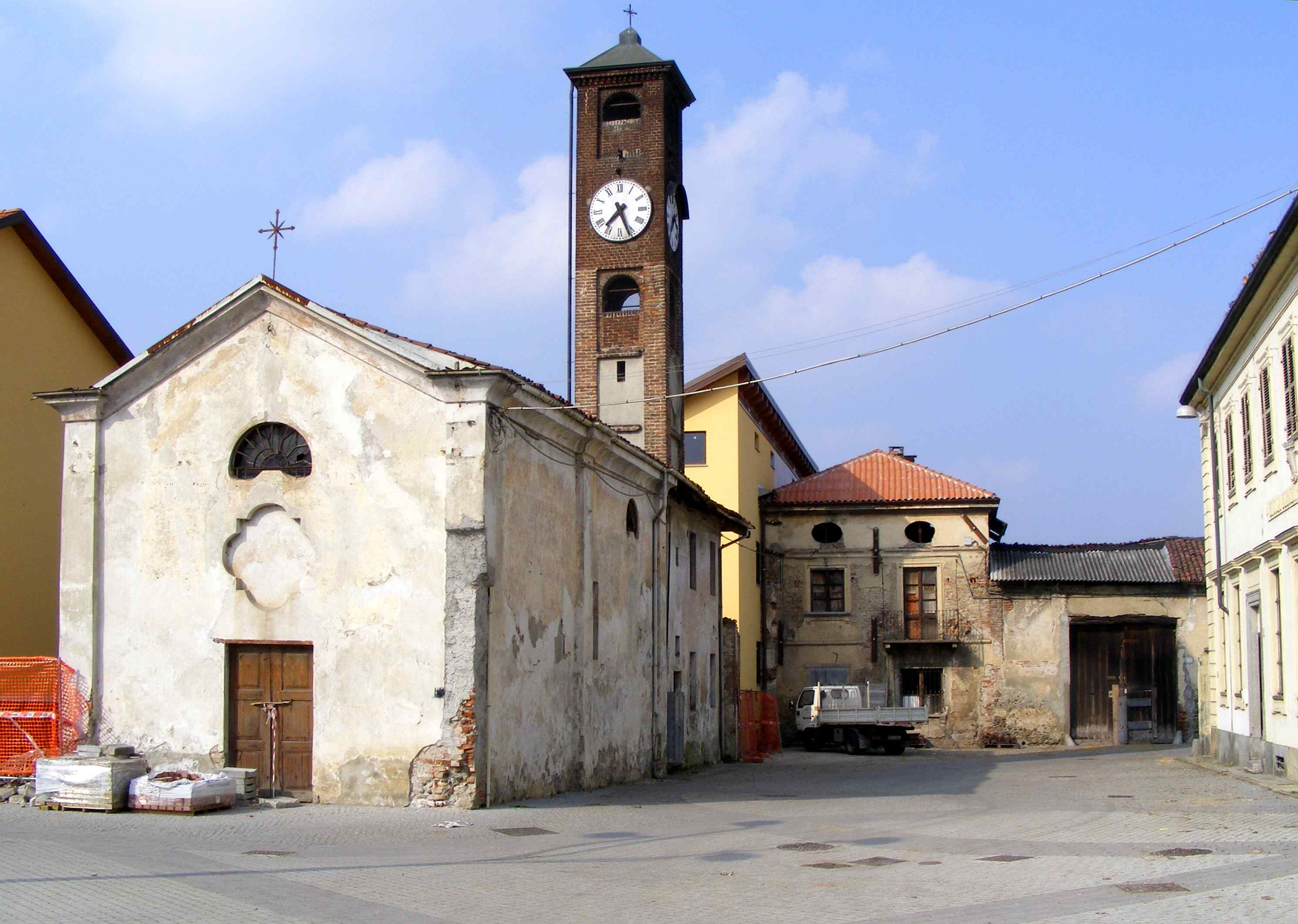
La vecchia chiesa del Villaretto, prima dei restauri

- Lago del Villaretto (ex Isola del Pescatore)[4]

## Toponomastica
Il 26 febbraio 2016 la piazza antistante la Chiesa di San Rocco è stata intitolata dal Comune di Torino a don Pino Puglisi, ucciso dalla mafia nel 1993.
Il 3 ottobre 2024, in occasione dell'inaugurazione del Distretto toponomastico dello Sport, cinque sedimi del borgo sono stati contestualmente intitolati a Giampiero Boniperti, Luca Colosimo, Giorgio Ferrini, Andreina Sacco e Alfonsina Strada.